# David Wain

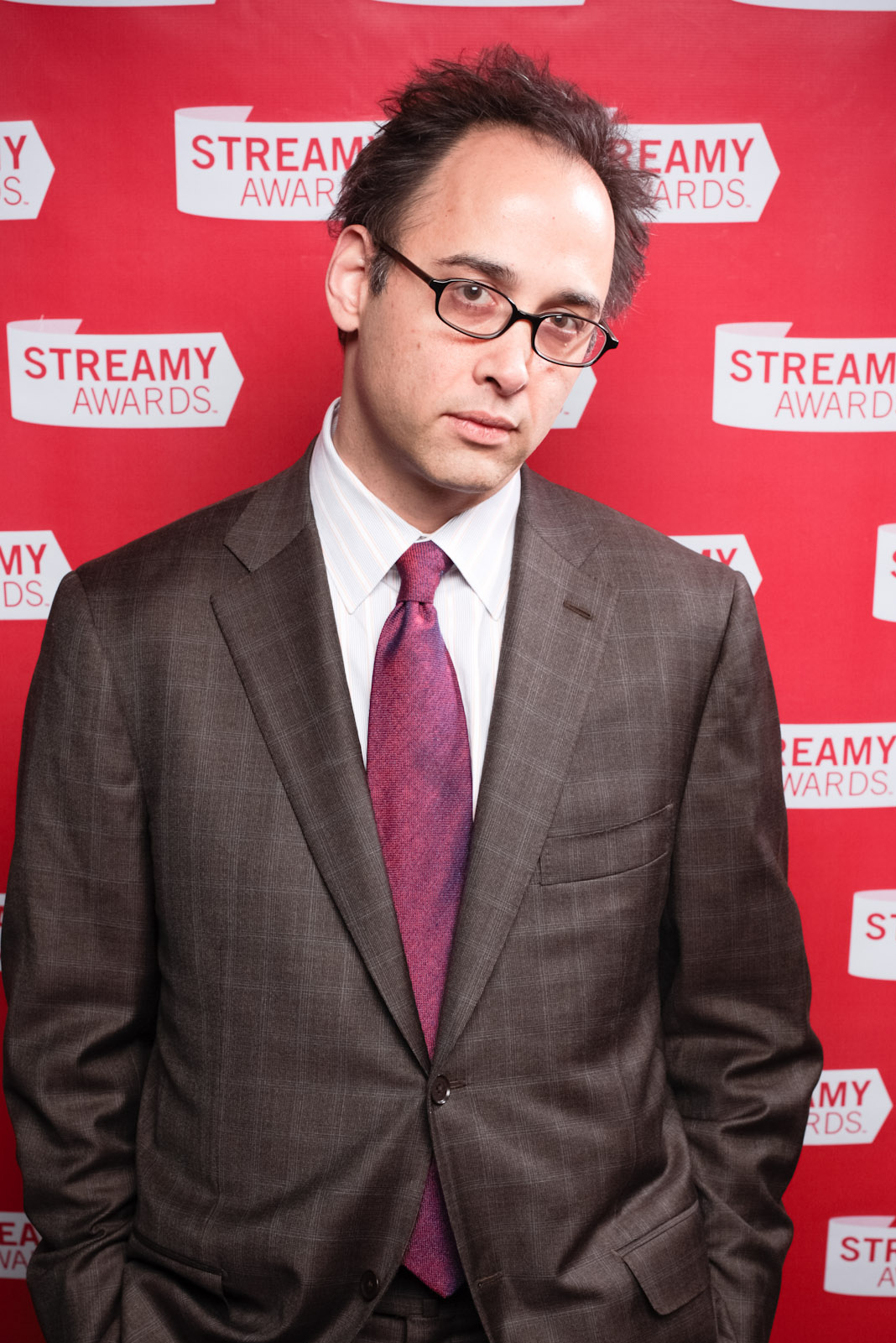
David Wain (2010)

David Benjamin Wain (* 1. August 1969 in Shaker Heights, Ohio) ist ein US-amerikanischer Komiker, Schauspieler, Drehbuchautor, Regisseur und Filmproduzent.

## Leben und Karriere
David Wain ist eines von vier Kindern von Nina und Norman Wain. Er wurde 1969 in Shaker Heights (Ohio) geboren und wuchs dort auf. Nach der High School besuchte Wain in New York City die Tisch School of the Arts der NYU und gründete dort gemeinsam mit Freunden die Comedygruppe The New Group im Oktober 1988. Die Gruppe spielte Sketche und trat in Kurzfilmen auf, wobei Wain die Chance nutzte zusätzlich das Drehbuch zu verfassen und Regie zuführen. Nach dem Abschluss wurde die Gruppe in The State umbenannt und sie erhielten eine Serie auf MTV. Zu dieser Gruppe gehörten u. a. Michael Ian Black, Michael Showalter, Robert Ben Garant, Thomas Lennon, Joe Lo Truglio, Ken Marino und Kerri Kenney. Von 1993 bis 1995 verfasste er zu 27 Folgen das Drehbuch und war als Regisseur verantwortlich. Nachdem die Sketchshow zu CBS übersiedelte, löste sich die Gruppe in Freundschaft auf. Seit 1997 bilden Wain, Showalter und Black die Sketch-Gruppe Stella. In der Komödie Stella Shorts 1998-2002 standen Stars wie Zach Galifianakis und Sam Rockwell vor der Kamera. Daraus entstand 2005 die Nachtclub-Comedy-Show Stella, die nach zehn Folgen wieder eingestellt wurde.
In der Komödie Glauben ist alles! mit Edward Norton, Ben Stiller und Jenna Elfman in den Hauptrollen, verkörperte Wain die Rolle des Steve Posner. Als Regisseur für einen Film stand er erstmals 2001 hinter der Kamera. Dabei arbeitete er für den Film Wet Hot American Summer mit damaligen Kollegen aus The State und anderen wie Marguerite Moreau, Janeane Garofalo, Paul Rudd, Bradley Cooper und Elizabeth Banks zusammen. Die dabei ihre ersten größeren Filmrollen erhielten.
2004 war er als Videograph in der Komödie … und dann kam Polly auf der Hochzeitsfeier von Ben Stiller und Debra Messings Rollen zu sehen. Im Jahr 2007 standen wieder mehrere Darsteller aus der 1988 gegründeten Gruppe The State gemeinsam vor der Kamera. Dabei spielten sie zusammen in den Filmen Das 10 Gebote Movie (Wain auch Regisseur) und Reno 911!: Miami. Im Jahr 2009 war er als Produzent und Regisseur für den Film Vorbilder?! verantwortlich, indem er die Rolle Chevron Baine spielte. Als Hochzeitsfotograf sah man ihn in  John Hamburgs Komödie, Trauzeuge gesucht!. Seit 2007 spricht Wain in der Serie Superjail!, die auf dem Sender Adult Swim ausgestrahlt wird, die Stimme von The Warden. Seine Filmkomödie Wanderlust – Der Trip ihres Lebens in der seine Freunde Paul Rudd, Jennifer Aniston und seine Frau mitspielen, erschien 2012.
David Wain war mit der Schauspielerin Zandy Hartig verheiratet und hat mit ihr zwei Söhne. Er lebt derzeit in Studio City (Los Angeles County).

## Filmografie (Auswahl)

### Darsteller
- 1993–1995: The State (Fernsehserie, 27 Folgen)
- 2000: Glauben ist alles! (Keeping the Faith)
- 2004: … und dann kam Polly (Along Came Polly)
- 2006: Entourage (Fernsehserie, Folge 3x06 Three's Company)
- 2007: Das 10 Gebote Movie (The Ten)
- 2007: Reno 911!: Miami
- 2008: Birthday (Kurzfilm)
- 2009: Trauzeuge gesucht! (I Love You, Man)
- 2012: New Girl (Fernsehserie, Folge 1x19 Secrets)

### Regisseur
- 1993–1995: The State (Fernsehserie, 27 Folgen)
- 2001: Wet Hot American Summer
- 2007: Das 10 Gebote Movie (The Ten)
- 2008: Birthday (Kurzfilm)
- 2009: Vorbilder?! (Role Models)
- 2010–2012: Childrens Hospital (Fernsehserie, 5 Folgen)
- 2012: Wanderlust – Der Trip ihres Lebens (Wanderlust)
- 2012: New Girl (Fernsehserie, Folge 1x19 Secrets)
- 2018: Eine dumme und nutzlose Geste (A Futile and Stupid Gesture)

### Produzent
- 2005: Stella (Fernsehserie, zehn Folgen)
- 2007: Das 10 Gebote Movie (The Ten)
- 2008: Birthday (Kurzfilm)
- 2008–2012: Childrens Hospital (Fernsehserie, 39 Folgen)
- 2012: Wanderlust – Der Trip ihres Lebens (Wanderlust)

### Drehbuch
- 1993–1995: The State (Fernsehserie, 27 Folgen)
- 2000–2001: Mad TV (Fernsehserie, 25 Folgen)
- 2001: Wet Hot American Summer
- 2007: Das 10 Gebote Movie (The Ten)
- 2008: Vorbilder?!  (Role Models)
- 2012: Wanderlust – Der Trip ihres Lebens (Wanderlust)